# Campeonato Sul-Americano de Atletismo Sub-23 de 2021
A 9ª edição do Campeonato Sul-Americano de Atletismo Sub-23 de 2021 foi organizado pela CONSUDATLE, para atletas com até 23 anos classificados como Sub-23. As provas foram realizadas no Estádio Modelo Alberto Spencer, em Guayaquil, no Equador, nos dias 16 e 17 de outubro de 2021. Foram disputadas 45 provas com a presença de 272 atletas de 13 nacionalidades, com destaque para o Brasil que obteve 56 medalhas no total, sendo 25 de ouro. 

## Resultados
Esses foram os resultados do campeonato. 

### Masculino
| Evento                      | Ouro                                                                               | Ouro       | Prata                                                                        | Prata      | Bronze                                                                           | Bronze     |
| --------------------------- | ---------------------------------------------------------------------------------- | ---------- | ---------------------------------------------------------------------------- | ---------- | -------------------------------------------------------------------------------- | ---------- |
| 100 metros                  | Erik Cardoso (BRA)                                                                 | 10.25      | Lucas da Silva (BRA)                                                         | 10.41      | Anderson Marquinez (ECU)                                                         | 10.46      |
| 200 metros                  | Anderson Marquinez (ECU)                                                           | 20.52      | Lucas da Silva (BRA)                                                         | 20.68      | Lucas Vilar (BRA)                                                                | 20.99      |
| 400 metros                  | Douglas da Silva (BRA)                                                             | 47.22      | Javier Gómez (VEN)                                                           | 47.24      | João Henrique Cabral (BRA)                                                       | 47.40      |
| 800 metros                  | Eduardo Moreira (BRA)                                                              | 1:47.78    | Leonardo de Jesus (BRA)                                                      | 1:48.31    | Estanislao Mendivil (ARG)                                                        | 1:49.39    |
| 1 500 metros                | Eduardo Moreira (BRA)                                                              | 3:48.44    | Leandro Pérez (ARG)                                                          | 3:49.16    | Matheus Borges (BRA)                                                             | 3:51.13    |
| 5 000 metros                | Edimar Souza (BRA)                                                                 | 14:33.44   | Fábio Correia (BRA)                                                          | 14:41.40   | David Ninavia (BOL)                                                              | 14:51.36   |
| 10 000 metros               | Fábio Correia (BRA)                                                                | 30:27.47   | Juliano de Araújo (BRA)                                                      | 30:37.09   | David Ninavia (BOL)                                                              | 31:08.34   |
| 20 km marcha atlética       | Matheus Corrêa (BRA)                                                               | 1:24:30.45 | César Herrera (COL)                                                          | 1:25:43.39 | Gonzalo Bustán (ECU)                                                             | 1:30:51.90 |
| 110 metros barreiras        | Marcos Herrera (ECU)                                                               | 14.10      | Martín Saenz (CHI)                                                           | 14.24      | Vinícius Catai (BRA)                                                             | 14.27      |
| 400 metros barreiras        | Francisco Viana (BRA)                                                              | 51.17      | Matheus Coelho (BRA)                                                         | 52.15      | César Parra (VEN)                                                                | 52.31      |
| 3.000 metros com obstáculos | Julio Palomino (PER)                                                               | 8:51.65    | Vinícius Alves (BRA)                                                         | 9:12.09    | Natan Nepomuceno (BRA)                                                           | 9:25.21    |
| 4×100 metros estafetas      | Colômbia · Carlos Florez · Neiker Abello · Carlos Palacios · Arnobis Dalmero       | 39.90      | Equador · Johan Tejena · Anderson Marquinez · Katriel Angulo · Steeven Salas | 40.41      | Argentina · Ezequiel Bustamante · Alejo Pafundi · Franco Camiolo · Franco Florio | 41.29      |
| 4×400 metros estafetas      | Brasil · Evandro Martins · Marcos Morães · João Henrique Cabral · Douglas da Silva | 3:08.78    | Equador · Katriel Angulo · Miguel Maldonado · Steeven Salas · Alan Minda     | 3:10.63    | Colômbia · Neider Abello · Juan Manuel Mena · Ronald Grueso · Neiker Abello      | 3:21.28    |
| Salto em altura             | Elton Petronilho (BRA)                                                             | 2.15 m     | Nicolas Numair (CHI)                                                         | 2.12 m     | Anderson Asprilla (COL)                                                          | 2.09 m     |
| Salto com vara              | Dyander Pacho (ECU)                                                                | 5.20 m     | Austin Ramos (ECU)                                                           | 5.20 m     | Pablo Zaffaroni (ARG)                                                            | 5.00 m     |
| Salto em comprimento        | Arnobis Dalmero (COL)                                                              | 8.04 m     | Weslley Beraldo (BRA)                                                        | 7.86 m     | Gabriel Boza (BRA)                                                               | 7.84 m     |
| Salto triplo                | Geinner Moreno (COL)                                                               | 16.21 m    | Frixon Chila (ECU)                                                           | 15.83 m    | Gregory Palacios (ECU)                                                           | 15.78 m    |
| Arremesso de peso           | Nazareno Sasia (ARG)                                                               | 19.11 m    | Ronald Grueso (COL)                                                          | 17.62 m    | Camilo Reyes (CHI)                                                               | 17.33 m    |
| Lançamento de disco         | Lucas Nervi (CHI)                                                                  | 60.87 m    | Alan de Falchi (BRA)                                                         | 58.79 m    | Nazareno Sasia (ARG)                                                             | 55.24 m    |
| Lançamento do martelo       | Alencar Pereira (BRA)                                                              | 69.81 m    | Daniel Leal (CHI)                                                            | 63.57 m    | Julio Nobile (ARG)                                                               | 61.63 m    |
| Lançamento do dardo         | Luiz Mauricio da Silva (BRA)                                                       | 70.73 m    | Willian Torres (ECU)                                                         | 69.77 m    | Antonio Gabriel Ortiz (PAR)                                                      | 67.81 m    |
| Decatlo                     | José Fernando Santana (BRA)                                                        | 7046 pts   | Julio Angulo (COL)                                                           | 6755 pts   | Jonathan da Silva (BRA)                                                          | 6676 pts   |

### Feminino
| Evento                      | Ouro                                                                                | Ouro       | Prata                                                                    | Prata      | Bronze                                                                               | Bronze     |
| --------------------------- | ----------------------------------------------------------------------------------- | ---------- | ------------------------------------------------------------------------ | ---------- | ------------------------------------------------------------------------------------ | ---------- |
| 100 metros                  | Anahí Suárez (ECU)                                                                  | 11.46      | Gabriela Mourão (BRA)                                                    | 11.77      | Guillermina Cossio (ARG)                                                             | 11.79      |
| 200 metros                  | Anahí Suárez (ECU)                                                                  | 23.24      | Letícia Lima (BRA)                                                       | 23.54      | Guillermina Cossio (ARG)                                                             | 23.98      |
| 400 metros                  | Angie Melisa Palacios (COL)                                                         | 52.79      | Maria Victoria de Sena (BRA)                                             | 52.86      | Martina Weil (CHI)                                                                   | 53.47      |
| 800 metros                  | Berdine Castillo (CHI)                                                              | 2:05.98    | Isabelle de Almeida (BRA)                                                | 2:07.68    | Anita Poma (PER)                                                                     | 2:09.92    |
| 1 500 metros                | Laura Acuña (CHI)                                                                   | 4:27.56    | Isabelle de Almeida (BRA)                                                | 4:30.13    | Gabriela Tardivo (BRA)                                                               | 4:31.13    |
| 5 000 metros                | Maria Lucineida Moreira (BRA)                                                       | 16:51.67   | Sofia Isabel Mamani (PER)                                                | 16:57.07   | Laura Espinosa (COL)                                                                 | 17:04.85   |
| 10 000 metros               | Maria Lucineida Moreira (BRA)                                                       | 35:25.83   | Sofia Luizaga (BOL)                                                      | 36:07.26   | Virginia Huatorongo (PER)                                                            | 36:28.07   |
| 20 km marcha atlética       | Glenda Morejón (ECU)                                                                | 1:32:01.67 | Mary Luz Andía (PER)                                                     | 1:35:27.73 | Mayra Quispe (BOL)                                                                   | 1:36:27.48 |
| 100 metros barreiras        | Ketiley Batista (BRA)                                                               | 13.45      | Nicol Caicedo (ECU)                                                      | 13.98      | Daniele Campigotto (BRA)                                                             | 14.44      |
| 400 metros barreiras        | Chayenne da Silva (BRA)                                                             | 56.99      | Valeria Cabezas (COL)                                                    | 57.83      | Marlene dos Santos (BRA)                                                             | 59.60      |
| 3.000 metros com obstáculos | Mirelle da Silva (BRA)                                                              | 10:28.93   | Clara Baiocchi (ARG)                                                     | 10:41.61   | Stefany López (COL)                                                                  | 10:44.79   |
| 4×100 metros estafetas      | Brasil · Vida Caetano · Lorraine Martins · Letícia Lima · Gabriela Mourão           | 44.48      | Equador · Jazmin Chala · Liseth Chillambo · Nicol Caicedo · Anahí Suárez | 45.90      | Chile · Rocío Muñoz · Martina Weil · Anais Hernández · María Trinidad Hurtado        | 46.06      |
| 4×400 metros estafetas      | Brasil · Rita Silva · Tiffani Marinho · Giovana dos Santos · Maria Victoria de Sena | 3:38.28    | Chile · Rocío Muñoz · Berdine Castillo · Anais Hernández · Martina Weil  | 3:41.48    | Colômbia · Valeria Cabezas · Stefany López · Yeimy Echeverry · Angie Melisa Palacios | 3:46.19    |
| Salto em altura             | Jennifer Rodríguez (COL)                                                            | 1.80 m     | Arielly Rodrigues (BRA)                                                  | 1.77 m     | Olivia García (CHI)                                                                  | 1.74 m     |
| Salto com vara              | Isabel de Quadros (BRA)                                                             | 4.25 m     | Karen Bedoya (COL)                                                       | 3.95 m     | Antonia Crestani (CHI)                                                               | 3.90 m     |
| Salto em comprimento        | Thaina Fernandes (BRA)                                                              | 6.44 m (w) | Lissandra Campos (BRA)                                                   | 6.33 m     | Chantoba Bright (GUY)                                                                | 6.09 m     |
| Salto triplo                | Nerisnelia Sousa (BRA)                                                              | 13.15 m    | Chantoba Bright (GUY)                                                    | 13.08 m    | Leidy Cuesta (COL)                                                                   | 12.80 m    |
| Arremesso de peso           | Maria Fernanda de Aviz (BRA)                                                        | 16.28 m    | Milena Sens (BRA)                                                        | 15.92 m    | Lorna Zurita (ECU)                                                                   | 14.79 m    |
| Lançamento de disco         | Catalina Bravo (CHI)                                                                | 55.38 m    | Yosiris Cordoba (COL)                                                    | 54.65 m    | Valquiria Meurer (BRA)                                                               | 53.27 m    |
| Lançamento do martelo       | Carolina Ulloa (COL)                                                                | 62.51 m    | Ximena Zorrilla (PER)                                                    | 60.57 m    | Valentina Claveria (CHI)                                                             | 58.22 m    |
| Lançamento do dardo         | Yuleixi Angulo (ECU)                                                                | 54.52 m    | Valentina Barrios (COL)                                                  | 53.59 m    | Deisiane Teixeira (BRA)                                                              | 52.79 m    |
| Heptatlo                    | Sara Isabel García (COL)                                                            | 5219 pts   | Naiuri Krein (BRA)                                                       | 5147 pts   | Larissa Macena (BRA)                                                                 | 5108 pts   |

### Misto
| Evento                 | Ouro                                                                            | Ouro    | Prata                                                                      | Prata   | Bronze                                                                                | Bronze  |
| ---------------------- | ------------------------------------------------------------------------------- | ------- | -------------------------------------------------------------------------- | ------- | ------------------------------------------------------------------------------------- | ------- |
| 4×400 metros estafetas | Brasil · Evandro Martins · Tiffani Marinho · Giovana dos Santos · Marcos Morães | 3:25.09 | Equador · Freddy Vásquez · Evelyn Mercado · Andreina Minda · Steeven Salas | 3:39.19 | Argentina · Guillermina Cossio · Estanislao Mendivil · Clara Baiocchi · Alejo Pafundi | 4:06.66 |

## Quadro de medalhas
O quadro geral de medalhas foi destacado.
| Ordem | País      | Medalha de ouro | Medalha de prata | Medalha de bronze | Total |
| ----- | --------- | --------------- | ---------------- | ----------------- | ----- |
| 1     | Brasil    | 25              | 18               | 13                | 56    |
| 2     | Equador   | 7               | 8                | 4                 | 19    |
| 3     | Colômbia  | 7               | 7                | 6                 | 20    |
| 4     | Chile     | 4               | 4                | 6                 | 14    |
| 5     | Peru      | 1               | 3                | 2                 | 6     |
| 6     | Argentina | 1               | 3                | 8                 | 11    |
| 7     | Bolívia   | 0               | 1                | 3                 | 4     |
| 8     | Guiana    | 0               | 1                | 1                 | 2     |
| 8     | Venezuela | 0               | 1                | 1                 | 2     |
| 10    | Paraguai  | 0               | 0                | 1                 | 1     |
| Total | Total     | 45              | 45               | 45                | 135   |

## Tabela de pontos
A pontuação final foi destacada. 
| Posição           | Nacionalidade | Pontos |
| ----------------- | ------------- | ------ |
| Medalha de ouro   | Brasil        | 516    |
| Medalha de prata  | Equador       | 226    |
| Medalha de bronze | Colômbia      | 223    |
| 4                 | Chile         | 136    |
| 5                 | Argentina     | 76     |
| 6                 | Peru          | 45     |
| 7                 | Bolívia       | 26     |
| 8                 | Venezuela     | 24     |
| 9                 | Guiana        | 12     |
| 10                | Uruguai       | 10     |
| 11                | Paraguai      | 6      |
| 12                | El Salvador   | 6      |
| 13                | Panamá        | 0      |

| Posição           | Nacionalidade | Pontos |
| ----------------- | ------------- | ------ |
| Medalha de ouro   | Brasil        | 275    |
| Medalha de prata  | Equador       | 126    |
| Medalha de bronze | Colômbia      | 103    |
| 4                 | Argentina     | 58     |
| 5                 | Chile         | 51.5   |
| 6                 | Peru          | 16     |
| 7                 | Venezuela     | 14     |
| 8                 | Bolívia       | 8      |
| 9                 | Paraguai      | 6      |
| 10                | El Salvador   | 6      |
| 11                | Uruguai       | 5      |
| 12                | Guiana        | 2      |
| 13                | Panamá        | 0      |

| Posição           | Nacionalidade | Pontos |
| ----------------- | ------------- | ------ |
| Medalha de ouro   | Brasil        | 241    |
| Medalha de prata  | Colômbia      | 120    |
| Medalha de bronze | Equador       | 100    |
| 4                 | Chile         | 84     |
| 5                 | Peru          | 29     |
| 6                 | Argentina     | 18     |
| 7                 | Bolívia       | 18     |
| 8                 | Venezuela     | 10     |
| 9                 | Guiana        | 10     |
| 10                | Uruguai       | 5      |
| 11                | Paraguai      | 0      |
| 12                | El Salvador   | 0      |
| 13                | Panamá        | 0      |

## Participantes
Um total de 272 atletas de 13 nacionalidades participou do evento.
| - Argentina (16) - Bolívia (7) - Brasil (79) - Chile (28) - Colômbia (43) | - Equador (61) - Guiana (3) - Paraguai (3) - Peru (11) - El Salvador (1) | - Suriname (1) - Uruguai (5) - Venezuela (14) |

Legenda
| Recorde mundial       | Recorde mundial (World record)               |                       | Recorde africano                      | Recorde africano (African) |                                           | Q | Classificado por posição (Qualified) |
| Recorde do campeonato | Recorde do campeonato (Championship record)  | Recorde da América    | Recorde da América (Americas)         | q                          | Classificado por melhor tempo (Qualified) |   |                                      |
| Melhor marca do ano   | Melhor marca do ano (World leading)          | Recorde asiático      | Recorde asiático (Asian)              | DNS                        | Não largou (Did not start)                |   |                                      |
| Recorde nacional      | Recorde nacional (National record)           | Recorde europeu       | Recorde europeu (European)            | DNF                        | Não terminou (Did not finish)             |   |                                      |
| Recorde pessoal       | Recorde pessoal do atleta (Personal best)    | Recorde da Oceania    | Recorde da Oceania (Oceania)          | DSQ / DQ                   | Desclassificado (Disqualified)            |   |                                      |
| Recorde da temporada  | Recorde da temporada do atleta (Season best) | Recorde sul-americano | Recorde sul-americano (South America) | NM                         | Sem marca (No mark)                       |   |                                      |